# Bisanet
Bisanet (en francès Bizanet) és un municipi francès situat al departament de l'Aude i a la regió d'Occitània.